# 荘王 (周)
荘王（そうおう）は、周朝の第15代の王。桓王の子。姫胡斉（釐王）、弭叔頽（姫頽）らの父。
前694年、王族の周公黒肩が荘王を弑し、その弟の儀叔克（姫克）を擁立する計画が露見した。
荘王は大夫辛伯に命じ、そのため黒肩は殺害され、儀叔克は南燕（現在の河南省延津県）に逃れた。
側室の姚氏が産んだ弭叔頽を溺愛し、太子の姫胡斉（釐王）を疎んじたが、結局は太子がその後を継いだ（しかし、孫の恵王の代に弭叔頽は自ら周王と称した）。